# 2084
2084 — 2084 рік нашої ери, 84 рік 3 тисячоліття, 84 рік XXI століття, 4 рік 9-го десятиліття XXI століття, 5 рік 2080-х років.

## Очікувані події
- 3 липня відбудеться кільцеподібне сонячне затемнення, яке буде видно на півночі Росії і на півночі Сполучених Штатів.
- 27 грудня відбудеться повне сонячне затемнення, яке буде видно в південній частині Атлантичного океану і Тихого океану.

## Вигадані події
- події, описані в антиутопічному романі «Час тирана. Прозріння 2084 року» Юрія Щербака